# Henley-in-Arden
Henley-in-Arden is een civil parish in het bestuurlijke gebied Stratford-on-Avon, in het Engelse graafschap Warwickshire met 2074 inwoners.

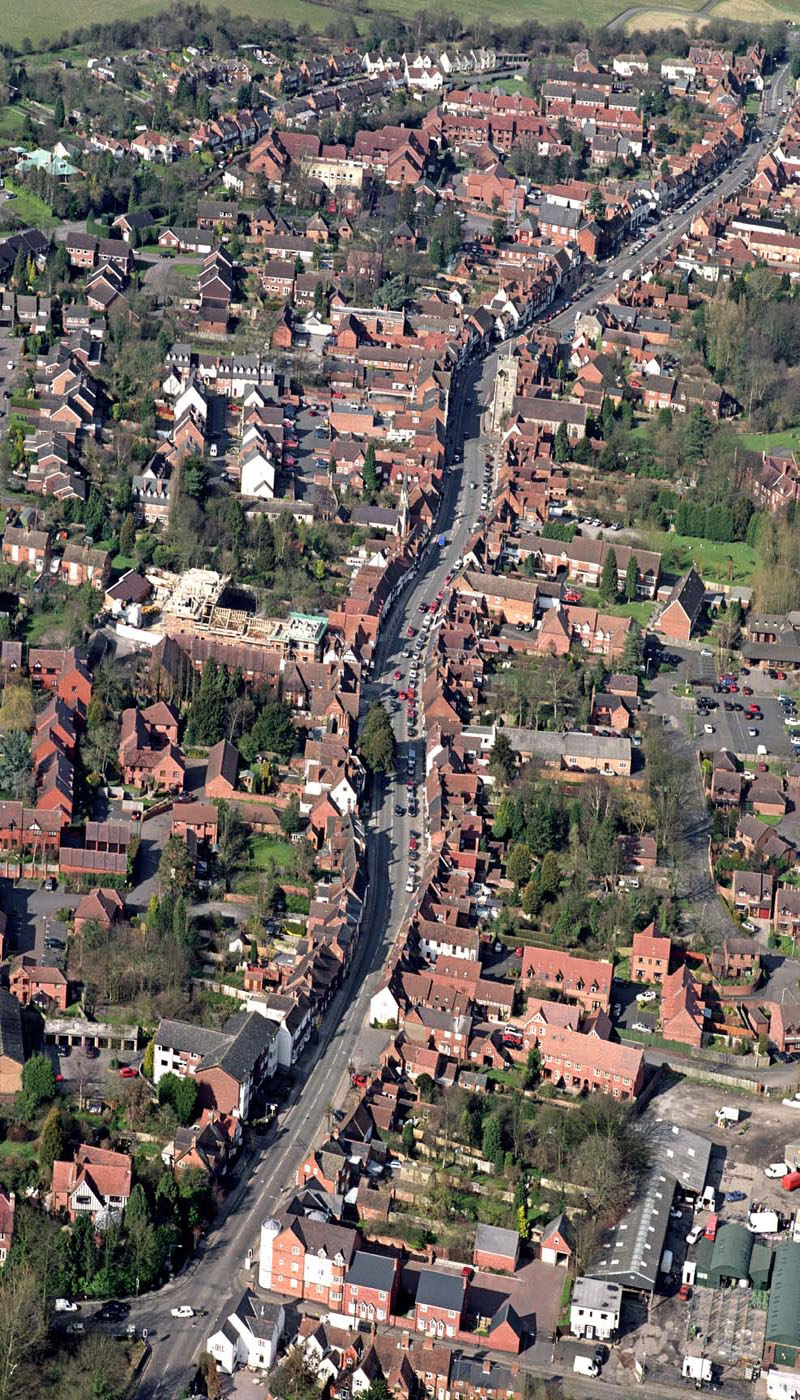
Henley-in-Arden
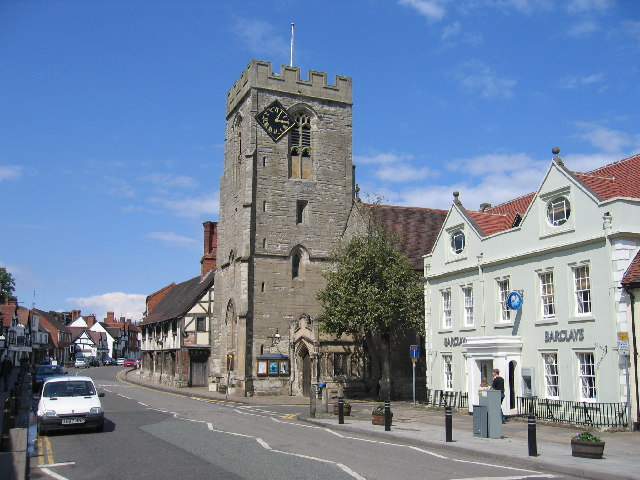
Kerk van Henley-in-Arden